# Callitala
Callitala is een geslacht van rechtvleugeligen uit de familie Morabidae. De wetenschappelijke naam van dit geslacht is voor het eerst geldig gepubliceerd in 1921 door Sjöstedt.

## Soorten
Het geslacht Callitala omvat de volgende soorten:
- Callitala centralis Rehn, 1952
- Callitala lesueuri Rehn, 1952
- Callitala major Sjöstedt, 1936